# Heilstättenschule
Die Heilstättenschulen Österreichs sind Einrichtungen zur schulischen Betreuung von Kindern, welche aus gesundheitlichen Gründen über einen längeren Zeitraum hinweg dem Unterricht in ihrer Stammschule nicht folgen können. Sie ist Teil des öffentlichen Schulwesens und besteht seit 1948, ist von der Idee her aber älter.

## Geschichte
Idee und Ursprung in Wien: Anlässlich der Errichtung einer eigenen Bettenstation für Kinder im Jahr 1912 am Allgemeinen Krankenhaus in Wien forderte Universitätsprofessor Doktor Clemens Freiherr von Pirquet die Einführung von Schulunterricht für die stationär aufgenommenen Kinder. Verwirklichung fand diese Idee im Jahr 1917 durch den kriegsversehrten Lehrer Hans Radl auf Anregung von Universitätsprofessor Hans Spitzy im Orthopädischen Spital (damals noch in der Gassergasse in Margareten, heute in der Speisinger Straße in Hietzing).
1926 erhielt diese Stationsschule das Öffentlichkeitsrecht, 1948 wurden alle derartigen Schulklassen in den Wiener Spitälern zur „Sonderschule für Knaben und Mädchen in Heilstätten“ zusammengeschlossen. Die Verankerung der Heilstättenschule im Schulgesetz erfolgte 1962.

## Aufgaben
In Zusammenarbeit mit den Lehrern der Stammschule und den Medizinern des behandelnden Spitals sind die Heilstättenpädagogen bemüht, Lerndefizite bei den Kindern zu vermeiden oder zumindest so gering wie möglich zu halten und damit den möglichen Verlust eines Schuljahres zu verhindern. Dabei hat aber die medizinische Betreuung und Heilung des Kindes absoluten Vorrang. Neben der Vermittlung von Wissen gehört es aber auch zum Aufgabenbereich der Heilstättenpädagogen, den Kindern Ängste und vor allem das Heimweh zu nehmen oder zumindest zu verringern. Fällt das Kind für längere Zeit an seiner Stammschule aus, so wird es von der Lehrkraft der Wiener Heilstättenschule beurteilt. Die Schulnachricht zu Semesterende beziehungsweise das Zeugnis am Ende des Schuljahres wird aber von der Stammschule ausgestellt.

## Lehrkräfte
Aufgrund der speziellen Situation, in der sich die Kinder befinden, werden sie von speziell geschulten Lehrkräften, den so genannten Heilstättenpädagogen, unterrichtet.
Den Akademielehrgang zur Ausbildung zum diplomierten Heilstättenpädagogen steht seit 2001 allen Lehrkräften offen, sofern sie bereits ein vollwertiges Pflichtschullehramt abgeschlossen haben.

## Arbeitsgemeinschaft für Heilstättenpädagogik
Beim ersten Treffen von Heilstättenlehrern 1983 in Graz wurde unter anderem über die Gründung einer bundesweiten Arbeitsgemeinschaft beraten. Diese wurde 1984 vom Bundesministerium für Bildung, Kunst und Kultur eingerichtet. Zu den Aufgaben dieser AG zählt unter anderem die Beratung des Ministeriums in Fragen der Krankenpädagogik, aber auch die Information der Kollegen in den Bundesländern über wichtige Neuerungen.
Für die Heilstättenlehrer werden regelmäßig bundesweite Fortbildungstage organisiert.

## UNESCO-Charta
Die von der 1. Europäischen „Kind im Krankenhaus“-Konferenz in Leiden (Niederlande) im Mai 1988 verabschiedete Charta für Kinder im Krankenhaus spricht im Punkt 7 Kindern im Krankenhaus auch das Recht auf Schulbildung zu.

## Standorte in den Bundesländern
Von Wien ausgehend wurde die Idee der schulischen Betreuung von Kindern während ihres Krankenhausaufenthalts auch von den anderen Bundesländern übernommen. Vor allem nach der 1962 erfolgten Verankerung im Österreichischen Schulgesetz folgte eine Gründungswelle.

### Burgenland
Die erste Heilstättenklasse des Burgenlands wurde zu Beginn des Schuljahrs 1988/1989 in Oberwart eröffnet. 1990 folgte die Heilstättenklasse im Krankenhaus der Barmherzigen Brüder Eisenstadt (Kinder- und Jugendabteilung)
- Landeskrankenhaus Eisenstadt – Krankenhaus der Barmherzigen Brüder
- Schwerpunktkrankenhaus Oberwart

### Kärnten
1963 erhielt Klagenfurt eine eigenständige Heilstättenschule.
- Heilstättenschule I SPZ für Heil- und Krankenpädagogik (Allgemeines Krankenhaus Klagenfurt)
- Heilstättenschule II Behindertenförderungszentrum (Klagenfurt)
- Heilstättenklasse Deutsch Ordens Krankenhaus (Friesach)
- Heilstättenklasse A. Ö. Krankenhaus Spittal an der Drau GmbH
- Heilstättenklassen Landeskrankenhaus Villach (Villach)

### Niederösterreich
1999 wurde in Wiener Neustadt eine eigenständige Heilstättenschule errichtet.
- Heilstättenklassen Universitätsklinikum Sankt Pölten
- Heilstättenklasse Allgemeines Öffentliches Krankenhaus Amstetten
- Heilpädagogische Klassen Landessonderschule Hinterbrühl
- Heilstättenklassen Hermann Gmeiner Schule
- Heilstättenklasse Waldviertelklinikum Horn
- Heilstättenklasse NÖ Landesnervenklinik Mauer
- Heilstättenklasse Universitätsklinikum Krems
- Heilstättenklasse Landesklinikum Weinviertel Mistelbach
- Heilstättenklassen Landesklinikum Thermenregion Mödling
- Heilstättenklasse Allgemeines Öffentliches Krankenhaus Scheibbs
- Heilstättenklasse Universitätsklinikum Tulln
- Heilstättenschule Landesklinikum Wiener Neustadt
- Heilpädagogische Klassen in der Waldschule, einer Sonderschule für körperbehinderte Kinder in Wiener Neustadt
- Heilstättenklasse Allgemeines Öffentliches Krankenhaus Zwettl

### Oberösterreich
1993 wurde in Linz eine eigenständige Heilstättenschule eingerichtet.
- Heilstättenschule Linz, Sonderkrankenhaus (Direktion)
- Heilstättenklassen Wagner Jauregg Landesnervenklinik (Linz)
- Heilstättenklassen Krankenhaus der Barmherzigen Schwestern (Linz)
- Heilstättenklassen Landeskinderklinik Linz
- Heilstättenklasse Landeskrankenhaus Steyr
- Heilstättenklasse Landeskrankenhaus Vöcklabruck
- Heilstättenklassen Allgemeines Krankenhaus Wels

### Salzburg
Im Kinderspital und der Kinderchirurgie der Stadt Salzburg wurden Kinder im schulpflichtigen Alter ab dem September 1970 unterrichtet. Die „Öffentliche Heilstättensonderschule für Knaben und Mädchen am Landeskrankenhaus Salzburg“ wurde im September 1973 errichtet. Tätig sind hier 16 Lehrer.
- Heilstättenschule an den Landeskrankenanstalten Salzburg (Direktion)
- Heilstättenklasse Christian-Doppler Klinik (Salzburg)
- Heilstättenklassen Institut für Heilpädagogik Salzburg (Salzburg)
- Heilstättenklassen Kardinal Schwarzenberg´sches Krankenhaus (Schwarzach)

### Steiermark
Auf der Stolzalpe in Murau wurde 1920 erstmals außerhalb von Wien Kinder in einem Krankenhaus unterrichtet. 1943 folgte das Kinderspital in Graz. 1956 wurde auf der Stolzalpe eine eigenständige Heilstättenschule errichtet.
- Heilstättenklassen Heilpädagogische Station des Landes Steiermark (Graz)
- Heilstättenklassen Sigmund Freud Klinik Graz[7]
- Heilstättenklassen Graz – Universitätsklinikum
- Heilstättenklasse Landeskrankenhaus Deutschlandsberg
- Heilstättenklassen Landeskrankenhaus Leoben
- Heilstättenschule Stolzalpe, Sonderpädagogisches Zentrum Murau

### Tirol
An der Universitätsklinik Innsbruck wurden erstmals 1952 stationär aufgenommene Kinder unterrichtet. In Innsbruck sind dies derzeit etwa 700 bis 800 Kinder jährlich.
- Heilstättenschule Universitätsklinik Innsbruck
- Heilstättenklasse Bezirkskrankenhaus Schwaz

### Vorarlberg
1988 wurde in Feldkirch eine eigenständige Heilstättenschule errichtet.
- Heilstättenklasse Landeskrankenhaus Bregenz
- Heilstättenschule im Heilpädagogischen Zentrum CARINA
- Heilstättenklasse Landeskrankenhaus Feldkirch

### Wien
Die Direktion der Heilstättenschule der Stadt Wien befindet sich in der Huglgasse 3, 1150 Wien, hier gibt es seit 2017 zusätzlich vier Basale Klassen für Schüler mit Mehrfachbehinderungen. Seit 1985 erteilt die Wiener Heilstättenschule auch Heimunterricht für onkologisch erkrankte Kinder und Jugendliche. 1994 wurde auch der Hausunterricht für nicht-onkologisch erkrankte Kinder aufgenommen.
Elektronische Unterstützung findet die Wiener Heilstättenschule bei dieser Aufgabe am Sankt Anna-Spital durch das im Mai 2001 präsentierte Projekt „E-Learning für krebskranke Kinder“. Dabei können die Kinder mittels Computer und Webcams am Unterricht in ihrer Stammschule teilhaben und den Kontakt mit den Schulfreunden aufrechterhalten. Durch die Vulnerabilität der Kinder und Jugendlichen im Heilstättensetting ist man hier technischen Innovationen immer aufgeschlossen gegenüber, so wird hier Distance Learning schon lange vor der Pandemie für die Teilhabemöglichkeit eingesetzt. Im Avatareinsatz fungiert die Heilstättenschule Wien wieder als Pilot für den bundesweiten Einsatz.
Jährlich betreut die Wiener Heilstättenschule an 13 Spitälern in Wien rund 5.000 Schüler.
Exposituren befinden sich in folgenden Krankenhäusern:
- St. Anna Kinderspital[11]
- AKH Universitätsklinik für Kinder- und Jugendheilkunde
- AKH Tagesklinische Station für Psychosomatik
- AKH Universitätsklinik für Kinder- und Jugendpsychiatrie
- Klinik Favoriten (früher: SMZ Süd & Kaiser-Franz-Josef-Spital)
- Traumazentrum Wien  – Standort Meidling
- Neurologisches Zentrum Rosenhügel
- Orthopädisches Spital Speising
- Klinik Ottakring (früher: Wilhelminenspital)
- Traumazentrum Wien – Standort Lorenz Böhler
- Klinik Floridsdorf
- Amb. für Kinder- und Jugendpsychiatrie – SOS-Kinderdorf Wien
- Klinik Donaustadt